# كاني سيب (بيرانشهر)
كاني سيب هي قرية في مقاطعة بيرانشهر، إيران. يقدر عدد سكانها بـ 33 نسمة بحسب إحصاء 2016.